# لوكهيد مارتن ديزرت هوك 3
مارتن ديزيرت هوك 3 (Lockheed Martin Desert Hawk III) هي طائرة استطلاع بدون طيار صممتها شركة لوكهيد مارتن للطيران في عام 2006 من أجل استخدامها من قبل الجيوش الحديثة. تستخدمها المملكة المتحدة  والولايات المتحدة للمساعدة في الحرب على الإرهاب من خلال تنفيذ مهام الاستطلاع وا الإنقاذ.

## المواصفات
الخصائص العامة
- باع الجناح: 4 قدم (1.2 م)
- الوزن فارغة: 6 رطل (3 كـغ)
- الوزن الإجمالي: 8 رطل (4 كـغ)
- محركات: 1 × electric motor

أداء
- السرعة القصوى: 57 ميل/س؛ 50 عقدة (92 كم/س)
- في سبييدس: 30 عقدة؛ 56 كم/س (35 ميل/س)
- مدى: 8 nmi؛ 9 ميل (15 كـم)
- قدرة التحمل: 90 minutes
- سقف الخدمة: 11,000 قدم (3,400 م)